# Universidad Juan Agustín Maza

## Historia

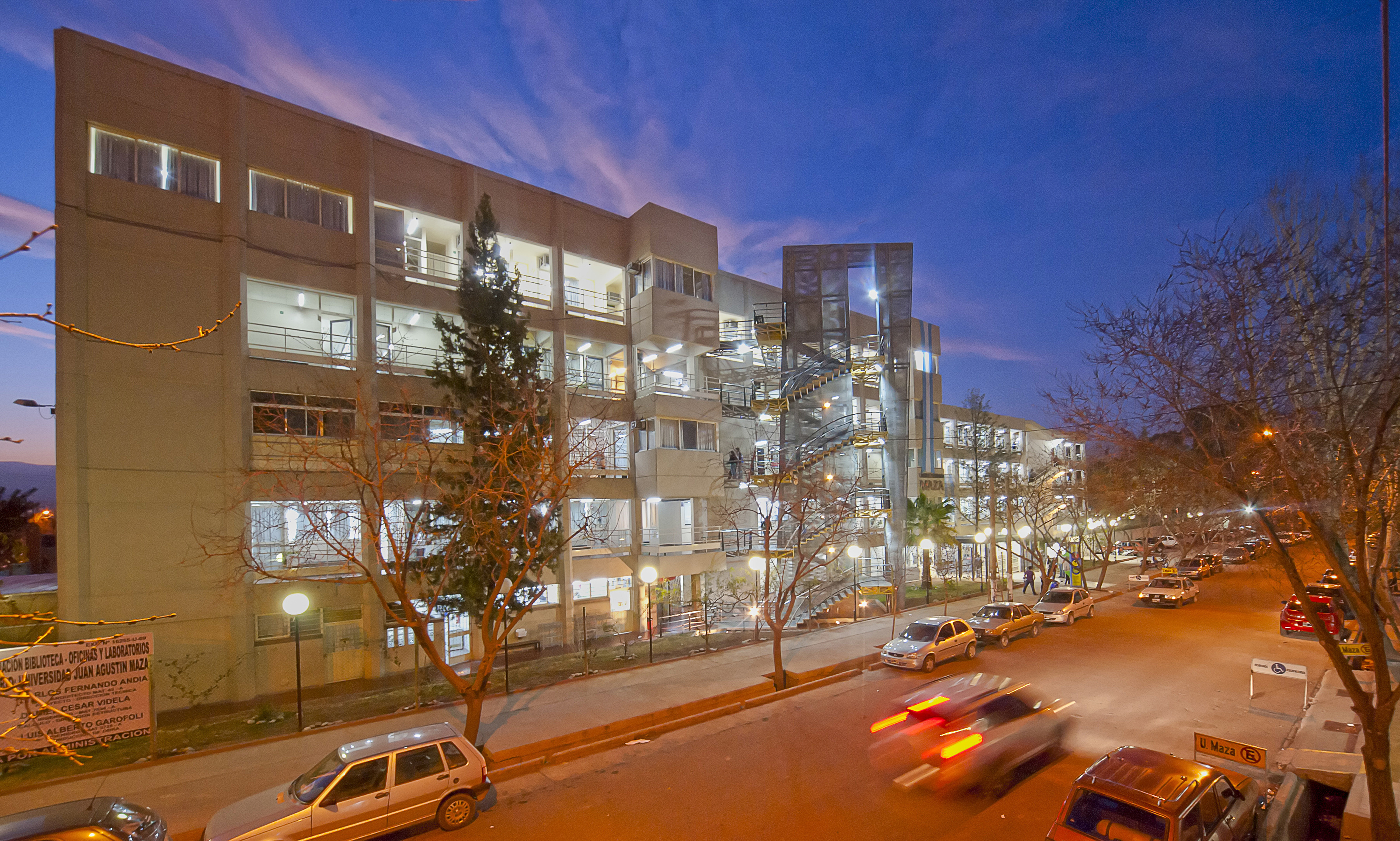
Sede Gran Mendoza, Universidad Maza

La Universidad Juan Agustín Maza inició sus actividades 4 de mayo de 1960 en la Ciudad de Mendoza, convirtiéndose en la primera Universidad privada de la provincia y la novena en ser reconocida oficialmente a nivel nacional. 
El lema fundacional “Homo res sacra homini”, (“el hombre es cosa sagrada para el hombre”), expresa el espíritu que ha guiado el desarrollo y desenvolvimiento desde su comienzo. 
Su vocación de servicio y transparencia la ha convertido en la primera Institución de Educación Superior en la región cuyo y segunda en el país en certificar como Universidad Saludable
Actualmente continúa formando y transformando a hombres y mujeres en profesionales de excelencia, preparados para un mundo cada vez más complejo y sociedades más exigentes. 
La Universidad Juan Agustín Maza ha tenido un permanente crecimiento ampliando su oferta académica, optimizando sus instalaciones y expandiéndose en toda Mendoza, llegando a contar con nueve Facultades, cinco Sedes, Colegio Secundario, Campo de Deportes, Centro Universitario de Artes y Oficios y un Centro Universitario de Lenguas. 

### Juan Agustín Maza
El nombre de la institución (Juan Agustín Maza) es en honor a un jurisconsulto y político argentino, nacido el 4 de mayo de 1784 en Mendoza. Cursó sus estudios superiores en la Universidad de San Felipe (Chile).
Durante la Revolución de mayo de 1810 fue uno de los más fervorosos defensores en nuestra provincia. En el año 1815 fue elegido para formar parte del Cabildo de Mendoza, desde donde ayudó activamente a San Martín en la formación del Ejército de Los Andes, donando parte de sus bienes. 
Fue elegido, como representante de Mendoza, en el Congreso de Tucumán de 1816 y firmó el Acta de la Independencia. Presidió el Congreso en noviembre de 1817 y renunció un año después para trasladarse a Mendoza y dedicarse a la enseñanza. El 11 de junio de 1830, murió lanceado por los indios en la tragedia de Chacay, al sur de Mendoza.

## Misión
Cumplir con integridad la tarea de formar profesionales éticos, comprometidos con el bien común, con aptitudes para la investigación y el proceso creativo, capaces de mejorar la calidad de vida y favorecer el desarrollo social.

### Valores
- Humildad
- Libertad
- Honestidad
- Calidad Educativa
- Calidad Humana
- Responsabilidad

### Visión
Ser una organización inteligente cuyos integrantes, en su totalidad, estén comprometidos con la prestación de un servicio educativo de excelencia internacional.
Buscamos ser una comunidad educativa basada en el respeto y la valoración del ser humano, con relaciones interpersonales armónicas, a fin de contribuir al desenvolvimiento de todos y cada uno de sus miembros conjuntamente con el desarrollo de la Universidad.
Soñamos con un docente con sentido de pertenencia a la institución, con vocación educativa, capacidad y creatividad; con formación pedagógica, amplia cultura general, interesado en la investigación, actualizado permanentemente y comprometido con la formación de un ser humano integral.
Deseamos formar profesionales con sentido ético, dotados de vocación de servicio y de aptitudes para el análisis, la investigación y el proceso creativo, capaces de desarrollarse laboralmente tanto en el ámbito regional como en el internacional.

### Autoridades
- Rector: Prof. Méd. Daniel Miranda
- Vicerrectora Académica: Mg. Farm. Amalia Salafia
- Vicerrectora de Investigación, Extensión y Vinculación: Mgter. Mónica Torrecilla
- Gerente de Inversiones y Finanzas: Cdor. Gustavo Moyano

### Sedes
- Sede Gran Mendoza - Guaymallén
- Sede Valle de Uco - Tunuyán
- Sede Este - La Colonia, Junín
- Sede Sur - San Rafael
- Sede Norte - Lavalle
- Colegio Secundario CUMAZA - Guaymallén
- Campo de Deportes - Guaymallén

## Emprendedorismo, innovación tecnológica y transferencia a la sociedad (2017-2020)
El actual plan de gestión contempla tres ejes: Emprendedorismo, Innovación Tecnológica y Transferencia a la Sociedad. Esta etapa implica salir de la «zona de confort» y exige afrontar cambios disruptivos.
La sociedad digital, la innovación y las tecnologías impactan directamente en los claustros universitarios. Las instituciones del siglo XXI deben estar comprometidas con las necesidades de la sociedad y responder a los retos del futuro.
Las casas de altos estudios deben tender a:
- Una formación abierta, amplia y global. Los jóvenes universitarios del siglo XXI deben tener la capacidad de ser emprendedores, cambiar muchas veces de trabajo y/o empresa, desarrollando y reinventando en forma permanente sus capacidades.

- Un entorno de clases creativo. Las clases presenciales y virtuales deben estimular la creatividad, la generación de ideas y razonamientos propios, las actitudes proactivas y el trabajo en equipo, propiciando una enseñanza más personalizada. Es fundamental abordar estos retos con el soporte tecnológico necesario.

- Una investigación relevante, aplicable y comprometida socialmente. Ser investigador deberá ser sinónimo de generar innovación, avances científicos relevantes en la sociedad, conocimientos abiertos y colaborativos, siempre favoreciendo la transferencia de servicios claros y precisos que beneficien a la comunidad.

- Espacios de inteligencia e innovación. La Universidad busca convertirse en un verdadero espacio de equidad, accesibilidad y sustentabilidad, abierto a la sociedad, ofreciendo conferencias, conectividad a internet y adecuado manejo de los residuos, asumiéndose como agente transformador del entorno.

- Instituciones sin fronteras. En la actualidad existen todas las herramientas para globalizar las universidades, fijando las bases para una educación interuniversitaria, interdisciplinar y altamente personalizada.

- Interacción con la sociedad. Los establecimientos educativos deben trabajar permanente por la inclusión y cohesión social, basándose en principios éticos y morales.

### Unidades Académicas de la Universidad Juan Agustín Maza
Actualmente, la universidad cuenta con las siguientes facultades:

#### Facultad de Ingeniería y Enología
Con más de medio siglo de experiencia formando profesionales que se destacan en el medio, ofrece la carrera de ingeniería en agrimensura con planes de estudio actualizados y un sistema de tutorías de orientación y disciplinar. Además, ofrece becas de investigación y extensión; pasantías rentadas y prácticas profesionales supervisadas en empresas. Cuenta con certificación de Normas ISO 9001/08 otorgada por Bureau Veritas Certification.
Es pionera en Sudamérica en la educación de generaciones de enólogos de grado, cuyos vinos se destacan en los mercados internacionales. Es reconocida  por su  prestigio a nivel nacional e internacional en la formación de profesionales con aptitudes para la investigación y el proceso creativo, capaces de mejorar la calidad de vida y favorecer el desarrollo de la industria. Posee doble titulación con universidades del exterior.

#### Facultad de Farmacia y Bioquímica
Una gran trayectoria en el medio, ya que es la única en nuestra provincia formando profesionales en estas especialidades. Ambas carreras están acreditadas por CONEAU, indicador del cumplimiento de los estándares de calidad que garantizan una formación profesional de excelencia. Su misión ha sido siempre formar profesionales con una sólida base científica, capacidad técnica y de investigación, que sean competentes para interpretar activamente la relación ciencia, tecnología y sociedad. 

#### Facultad de Ciencias de la Nutrición
Con más de 40 años de trayectoria, forma profesionales con profundos conocimientos científicos, comprometidos con la calidad de vida de la población; conscientes de su responsabilidad social y con la capacidad de producir las transformaciones necesarias que favorezcan al bien común. Sus planes académicos de grado y posgrado permiten a sus egresados insertarse en nuevos y diversos campos del mercado laboral.

#### Facultad de Ciencias Sociales y Comunicación
Desde 1979, forma profesionales con las herramientas para insertarse de manera protagónica en el campo de la comunicación que exige la realidad actual. Ese objetivo se sustenta en un criterio fundamentalmente humanista, con el respaldo de un cuerpo docente altamente calificado y por medio de un equilibrio entre una sólida base teórica y una práctica intensiva en el manejo de los recursos comunicacionales más actuales.  
También forma profesionales con capacidad de liderazgo, espíritu emprendedor y aptitud para la investigación. Preparados para desempeñar eficientemente los distintos roles que requieren las organizaciones en su especialidad y poder contribuir al mejoramiento de la calidad de vida y del bienestar social. 

#### Facultad de Educación
Está orientada a formar futuros docentes capacitados para brindar una educación en valores y actitudes; que sean capaces de generar espacios de reflexión pedagógica y que puedan desenvolverse en diferentes ámbitos. Para ello cuenta con un cuerpo docente comprometido con la enseñanza y con la convicción de que la educación transforma la vida de las personas. 

#### Facultad de Kinesiología y Fisioterapia
Brinda una formación integral de profesionales éticos y competentes en las distintas especialidades, capaces de relacionarse eficientemente en un equipo multidisciplinario, tanto en el ámbito provincial, nacional e internacional. Además, promueve el fomento de la capacitación continua, el desarrollo de la investigación, de actividades de extensión y de la transferencia tecnológica, de acuerdo a las demandas actuales y potenciales de la sociedad.

#### Facultad de Cs. Veterinarias y Ambientales
Única en la provincia, tiene como interés principal formar veterinarios con sello de excelencia ética y profesional, con vocación de servicio, capaces de actuar, desarrollar y transmitir conocimientos científicos y tecnológicos a la sociedad en su conjunto. 

## Carreras

### Carreras de grado
- Abogacía
- Bioquímica
- Contador Público Nacional
- Farmacia
- Nutrición
- Veterinaria

### Ingenierías
- Ingeniería en Agrimensura
- Ingeniería en Dirección de Empresas
- Ingeniería en Enología

### Licenciaturas
- Licenciatura en Agroindustrias
- Licenciatura en Ciencias Ambientales
- Licenciatura en Comunicación Social
- Licenciatura en Dirección de Empresas
- Licenciatura en Educación Física
- Licenciatura en Enología**
- Licenciatura en Kinesiología y Fisioterapia
- Licenciatura en Musicoterapia
- Licenciatura en Nutrición
- Licenciatura en Publicidad
- Licenciatura en Realización Audiovisual
- Licenciatura en Recursos Humanos
- Licenciatura en Tecnología de los Alimentos
- Licenciatura en Terapia Ocupacional

### Profesorados
- Profesorado Universitario de Ciencias Naturales
- Profesorado Universitario de Educación Física
- Profesorado Universitario de Matemática
- Profesorado Universitario de Química

### Carreras cortas
- Podología
- Redactor Publicitario
- Sommelier Universitario

### Tecnicaturas
- Tecnicatura Deportiva
- Tecnicatura en Cartografía y Teledetección
- Tecnicatura Universitaria Contable
- Tecnicatura Universitaria en Enología
- Tecnicatura Universitaria en Locución
- Tecnicatura Universitaria en Periodismo
- Tecnicatura Universitaria en Publicidad
- Tecnicatura Universitaria en Realización Audiovisual
- Tecnicatura Universitaria en Recursos Humanos
- Tecnicatura Universitaria Química Analista Industrial

### Analistas
- Analista Administrativo Universitario
- Analista en Ciencias Ambientales
- Analista Universitario en Recursos Humanos

### Ciclos de complementación curricular
- Licenciatura en Anatomía Patológica*
- Licenciatura en Anestesiología*
- Licenciatura en Danza *
- Licenciatura en Educación Física*
- Licenciatura en Hemoterapia*
- Licenciatura en Instrumentación Quirúrgica*
- Licenciatura en Radiología*
- Licenciatura en Matemática *
- Profesorado en Danza *

### Carreras a distancia
- Licenciatura en Educación Física *
- Tecnicatura en Administración de Consorcios

### Posgrados
- Maestría en Comunicación Corporativa e Institucional
- Maestría en Gerenciamiento Estratégico Vitivinícola
- Maestría en Educación Superior
- Especialización Clínica de Pequeños Animales
- Especialización en Docencia de Nivel Superior
- Especialización en Esterilización y Dispositivos Biomédicos
- Especialización en Gestión de la Educación Superior (RADU)
- Especialización en Gestión de Recursos Humanos
- Especialización en Nutrición Clínico Metabólica
- Especialización en Nutrición Pediátrica

### Diplomaturas
- Diplomatura en el Adulto Mayor
- Diplomatura en Acompañamiento Temprano del Desarrollo Infantil
- Diplomatura en Acompañamiento Terapéutico
- Diplomatura en Administración de la Salud
- Diplomatura en Buenas Prácticas de Manufactura e Inocuidad Alimentaria
- Diplomatura en Derecho Inmobiliario en el nuevo Código Civil
- Diplomatura en Geotecnologías Aplicadas al Territorio y al Ambiente
- Diplomatura en Gestión de Industrias Frutihortícolas
- Diplomatura en Eficiencia Energética
- en Emergentología
- Diplomatura en Eno y Olivo Turismo
- Diplomatura en Estadística
- Diplomatura en Evaluación y Gestión de las Políticas Públicas
- Diplomatura en Gestión de Bibliotecas
- Diplomatura en Gestión en Calidad de las Organizaciones
- Diplomatura en Gestión Territorial
- Diplomatura en Grafoanálisis Infanto - Juvenil
- Diplomatura en Infectología y Control de Infecciones Asociadas al Cuidado de la Salud
- Diplomatura en Logística Integral
- Diplomatura en Manipulación y procesamiento de la leche humana
- Diplomatura en Negociación Empresarial Efectiva
- Diplomatura en Nutrición en Gerontología
- Diplomatura en Nutrición Neonatal
- Diplomatura en Pericia Caligráfica
- Diplomatura en Periodismo Deportivo
- Diplomatura en Psicofarmacología
- Diplomatura en Resolución de Conflictos, Mediacíón y Negociación

## Convenios internacionales
- América:

- Bolivia:

- Universidad Tecnológica Privada de Santa Cruz
- Universidad Domingo Savio Sub Sede Tarija
- Universidad Franz Tamayo

- Brasil

- Universidad Cruzeiro do Sul
- Universidade Feevale
- Asociación Brasilera de Enología
- Universidad Paulista
- Universidad Universidade Norte do Paraná
- Universidad Estadual do Centro-Oeste
- Universidad Caxias do Sul

- Chile

- Universidad Central
- Universidad Católica Silva Henriquez
- Universidad Santiago de Chile - Fac. Ingeniería
- Universidad Bernardo O’Higgins
- Universidad de Valparaíso
- U. Católica de Temuco - Fac. de Acuicultura y Cs. Veterinarias
- Universidad Andrés Bello
- Universidad Santo Tomás
- Universidad Mayor
- Universidad de las Américas
- Universidad Playa Ancha

- Colombia

- Universidad Manuela Beltrán
- Universidad Autónoma de Occidente
- Universidad de Pamplona

- Ecuador

- Fundación La Cofradía del Vino de Ecuador
- Universidad San Francisco de Quito
- Universidad de Casa Grande
- Universidad Católica de Santiago de Guayaquil

- Estados Unidos

- Institute for Study Abroad in Indianapolis - Indiana

- México

- Universidad de Querétaro
- Tecnológico de Monterrey en Argentina
- Universidad Autónoma Benito Juárez de Oaxaca
- Delphinus
- Hospital Country 2000 – Inst. de Baríatrica y Cirugía de Occidente
- Universidad Autónoma de Baja California
- Universidad de Oriente

- Panamá

- Universidad Alta Dirección

- Perú

- Universidad Privada San Juan Bautista
- Universidad Peruana Cayetano Heredia
- Universidad Nacional de Trujillo
- Universidad Peruana de Ciencias Aplicadas

- Europa

- Alemania

- Instituto de Investigación Geodésicas

- España

- Universidad de Huelva
- Universidad de Córdoba Domenq Wines
- Universidad Pablo de Olavide
- Universidad de Jaén
- Universidad de Sevilla
- Universidad de Granada
- Universidad de Cádiz
- Universidad Castilla - La Mancha
- Universidad San Jorge
- Universidad Europea del Atlántico
- Alianz Canine Worldwide
- Universidad de La Rioja
- Universidad de Murcia
- Fundación Universitaria Iberoamericana
- Instituto Nacional de Educación Fìsica de Cataluña
- Iberoamericana de Posgrado

- Francia

- Universidad de Borgoña
- Escuela Nacional Superior de Ciencias Agronómicas de Bourdeaux Aquitaine

- Italia

- Scuola Enologica Istituto Cerletti di Conegliano
- Universidad Degli Studi di Torino

- Portugal

- Universidade de Tras- Os- Monters e Alto Douro

## Ciencia y Técnica
El Área de Ciencia y Técnica, dependiente del Vicerrectorado de Investigación, Extensión y Vinculación, tiene como objetivo principal la generación de un marco académico y normativo adecuado para que los docentes y estudiantes de la Institución puedan desarrollar proyectos de investigación de excelencia que aporten conocimientos científicos a las diferentes disciplinas del saber.
Asimismo, pretende que el desarrollo de las prácticas de investigación realice un importante aporte en la formación continua de los recursos humanos de la institución y de sus graduados en competencias indagatorias, de pensamiento crítico y creativo, así como de habilidades de escritura científica.
Para cumplir estos objetivos realiza convocatorias periódicas a presentación de proyectos I+D+i para ser financiados por la universidad, brinda cursos y programas de capacitación continua y organiza diversos eventos científicos y publicaciones para la difusión de la producción intelectual generada.
En 2016 se comenzó con el proceso de evaluación de la función I+D de la UMaza, a través del Programa de Evaluación Institucional del Ministerio de Ciencia, Tecnología e Innovación Productiva de la Nación, definido por convenio específico y con financiamiento del BID, el proceso dará como resultado el desarrollo de planes de mejora tendientes al logro de una mejor calidad de la ciencia producida en la instución. http://www.pei.mincyt.gob.ar/
Todos los investigadores de la UMaza están incorporados al Sistema de Información de Ciencia y Tecnología Argentina del Minsiterio de Ciencia, Tecnología e Innovación Productiva de la Nación, a través de su CVar. http://sicytar.mincyt.gob.ar
Actualmente se está implementando desde el Área de Ciencia y Técnica el Sistema Integral de Gestión y Evaluación (SIGEVA), desarrollado por Conicet, para la gestión, administración y toma de decisiones de actividades I+D de la institución. http://sigeva.conicet.gov.ar

### Programas
- Programa de Ordenamiento Territorial e Impacto Ambiental
- Programa Monitoreo GNSS
- Programa Producción Caprina en Zonas Áridas
- Programa Hábitos Nutricionales y Alimentos Regionales

Dependencias para investigación

### Institutos
- IGEO; Instituto de Geotecnologías
- Instituto de Investigaciones Enológicas y Agroindustriales

### Centros
- CIPAR: Centro de Investigación en Parasitología Regional
- CIME: Centro de Información en Medicamentos

### Observatorios
- Observatorio de Salud
- Observatorio de Medios
- Observatorio Provincial de Educación Superior

### Laboratorios
- Lab. de Genética, Ambiente y Reproducción (GenAr)
- Lab. de Biología Celular y Molecular (LINA)
- Lab.de Biología Celular y Molecular
- Lab.de Enfermedades Metabólicas (LEM)
- Laboratorio de Histología

### Centros, Institutos y áreas
Centro Universitario de Lenguas: Dictado intensivo de idiomas en todas sus Sedes. Ofrece servicios adicionales tales como traducciones e interpretaciones y cursos in company. 
Centro Universitario de Artes y Oficios: Cursos de corta duración y aptos para público en general, los cuales posibilitan una salida laboral rápida y enriquecen diversas habilidades personales. 
Centro de Información de Medicamentos: Servicio de información de medicamentos a profesionales y comunidad en general, con el objetivo de promover el uso racional de los medicamentos a través de un asesoramiento técnico-científico, objetivo, actualizado y evaluado.
Instituto de Geotecnología: Servicios orientados a la investigación, extensión y difusión de conocimientos y técnicas asociadas al estudio del espacio geográfico y el territorio como conjugación de la participación del hombre sobre los ecosistemas de nuestro planeta. Dependiente del área de Investigación de la Facultad de Ingeniería.
Observatorio Provincial de Educación Superior: Unidad de investigación, producción, servicios y divulgación de conocimientos sobre el sistema educativo de nivel superior.
Instituto Latinoamericano de Gestión Estratégica:Planeamiento estratégico, gestión de calidad, Normas ISO, tablero de comando, evaluación institucional, gestión de recursos humanos, capacitación, asesoramiento y desarrollos informáticos vinculados a la gestión. 
Instituto de Investigaciones Enológicas y Agroindustriales: Espacio dedicado a la investigación básica y aplicada, al desarrollo e innovación del sector vitivinícola y agroindustrial, con una fuerte tendencia hacia la transferencia de resultados de las distintas líneas de investigación al medio productivo.
Observatorio de Salud: Unidad de investigación y colaboración interdisciplinar destinado a servir de nexo entre el mundo sanitario, la investigación y la comunidad mendocina, siendo además un espacio de fomento internacional en materia de salud de los principios de determinismo social de la salud. Dependiente de la Facultad de Farmacia y Bioquímica.
Observatorio Interuniversitario Cuestión Malvinas: Espacio interdisciplinar destinado a la producción de conocimientos, el estudio histórico, la articulación de acciones, el fomento de actividades y la divulgación sobre las Islas Malvinas y sus procesos sociopolíticos.
Comité de Ética UMaza: Analiza y asesora en la resolución de problemas éticos que resulten de los procedimientos y los resultados de la actividad científica, académica y tecnológica en el ámbito Universitario y la sociedad en su totalidad.
Universidad Saludable: Promueve la salud integral de la comunidad universitaria, actuando sobre el entorno social y la formación de estilos de vida saludables. Además incorpora estratégicamente la promoción de la salud en las funciones de docencia, investigación y extensión universitaria.
Programas:
- Espacio libre de humo de tabaco en todas las dependencias.
- Actividad física para estudiantes, docentes y personal.
- Promoción de alimentación saludable.
- Vacunación gratuita.
- Determinación de factores de riesgo cardiovascular.
- Inclusión de la promoción de salud en la curricula académica.
- Realización de encuestas sobre hábitos saludables en la comunidad educativa.
- Promoción de cuidado del medioambiente
- Creación del espacio amigo de la lactancia materna.

Observatorio de Empleabilidad y Seguimiento de Egresados: Área de gestión y servicio dedicado a generar nuevos vínculos sinérgicos entre los egresados, sus empleadores y la comunidad universitaria, con el fin de promover el desarrollo profesional y humano que requiere nuestra sociedad.
Centro de Estudios de Valores Inmobiliarios: Capta, selecciona y registra datos de la oferta y la demanda del mercado inmobiliario local; elabora un Sistema de Información Geográfica especializado para la carga de datos y divulga los resultados del análisis de los datos recolectados.
Unidad de Vinculación Tecnológica: La Unidad de Vinculación Tecnológica (UVT) brinda asistencia profesional en la formulación y desarrollo de proyectos así como en la vinculación con centros de ciencia y tecnología. El área asiste a empresas e instituciones, públicas o privadas, para que puedan mejorar sus actividades productivas y comerciales.En ella funciona una incubadora de empresas, diseñada para facilitar y acelerar el crecimiento y asegurar el éxito de proyectos innovadores de emprendedores y PyMEs, mediante una amplia gama de recursos y servicios empresariales que se prestan en forma presencial y/o virtual.
Asesoría Educativa Universitaria:Siguiendo los lineamientos de la Ley de Educación Superior y atenta a las exigencias del medio, la Universidad Maza creó el área de Asesoría Educativa Universitaria, que se divide en dos Ejes: Docente y Alumnos. La composición de esta Área presenta un modelo de orientación educativa que permite generar procesos inter y transdisciplinarios. El Eje Alumnos desarrolla sus acciones durante toda la trayectoria académica del estudiante, atendiendo a la diversidad de sus necesidades sociopsicopedagógicas Por su parte, el Eje Docente propicia una buena incorporación del profesor, como así también un acompañamiento permanente en las funciones propias de su cargo a través de la observación de clases y capacitación permanente.
Biblioteca: Ofrece un servicio de información que permite a la comunidad educativa desarrollar la docencia, la investigación y la formación continua de ciudadanos responsables, éticos y comprometidos con el bien común. El crecimiento documental y la multiplicación y diversificación de usuarios que acuden a ella ha motivado la imprescindible automatización. De esta manera, se puede acceder al catálogo y tener información de la existencia y disponibilidad de material de forma digital. Lleva el nombre de “Profesor Arlington Ernesto Lucero”, quien fuera docente fundador de la Universidad Maza.
Editorial: Su objetivo es fomentar la producción bibliográfica de docentes, con una selección adecuada que resguarde la calidad del material a publicar, con la finalidad de optimizar el desempeño profesional. La responsabilidad que asume la Editorial UMaza se manifiesta en la calidad de los libros que ofrece.
Imprenta:La imprenta presta servicios de fotocopiado e impresión de todos los apuntes de cátedra solicitados por los docentes, para luego distribuirlos a los estudiantes. También imprime materiales de comunicación. Tiene como objetivo brindar servicio de impresión, digitalización de archivos y encuadernación de los trabajos en tiempo y forma, a nivel interno de la Universidad y respetando siempre los derechos de autor.
Evaluación y Acreditación: Es un núcleo generador de acciones, que tiene como misión incorporar e instalar en la Universidad la cultura evaluativa, como estrategia de gestión para mejorar la calidad educativa. Desarrolla investigaciones, cursos y carreras de formación y capacitación profesional en la temática del área y establece vínculos con otras instituciones para la realización de actividades de consultorías. Esta área realiza la autoevaluación institucional y coordina y monitorea los procesos de acreditación de carreras de grado y posgrado, entre otras acciones.
Educación a Distancia: El área se creó en 2009 bajo la órbita del Rectorado, según Resolución Rectoral N.º 550. Ha crecido de forma paulatino, respetando la normativa institucional y nacional. Carreras de grado virtuales, materias en línea de carreras de grado y posgrado presenciales, apoyo virtual a las cátedras presenciales y cursos de capacitación en línea son algunos de los formatos académicos que ejecuta Educación a Distancia. 
Cátedra abierta: Es una iniciativa del vicerrectorado de Investigación, Extensión y Vinculación con la finalidad de crear un espacio de reflexión, diálogo e intercambio, abierto a toda la sociedad. De esta forma se produce conocimiento, no solo a través de cursos, seminarios y conferencias sino también a través de otras manifestaciones como muestras de arte, exposiciones, ciclos de cine o actividades fuera de la Universidad. Está dirigida a organizaciones, profesionales, estudiantes de las distintas carreras de la casa de altos estudios y público en general.

### Laboratorios

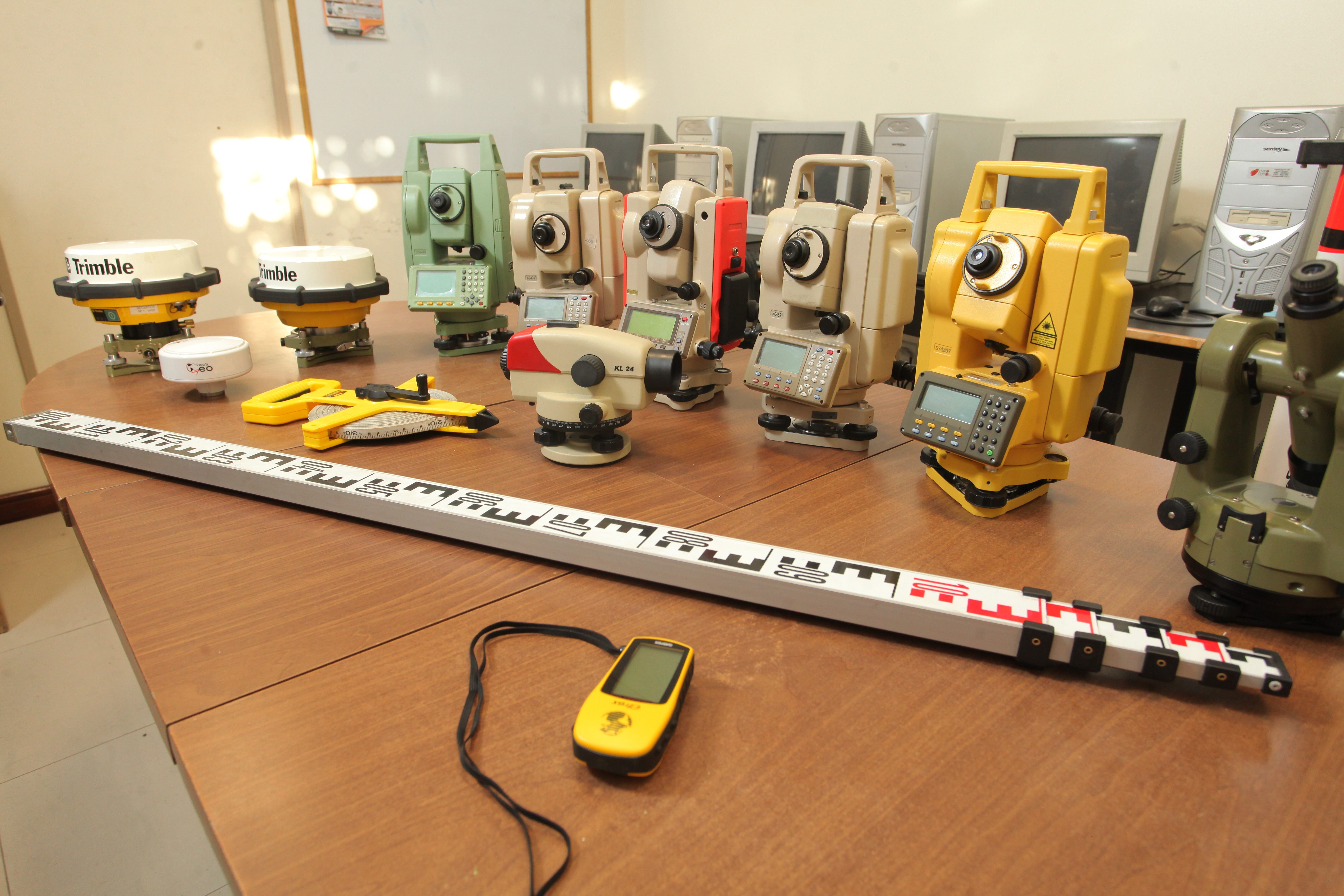
Laboratorio de Agrimensura

Para que los estudiantes alcancen las competencias planteadas en cada carrera, se produzca un aprendizaje eficaz y hagan propios los conocimientos que se les brindan en cada cátedra, la Universidad cuenta con diversos espacios científicos e interdisciplinarios para el desarrollo de las actividades académicas.
Los mismos están equipados con todas las herramientas y materiales necesarios para desarrollar las clases prácticas, que funcionan como un complemento de los contenidos abordados en las instancias teóricas. De esta forma se cumple el objetivo de formar integralmente a los futuros profesionales, preparándolos para afrontar las distintas situaciones que se les plantearán en su vida laboral.
1. Lab. Central de Ciencias, Físicas, Químicas y Biológicas.
2. Laboratorio de Microscopía.
3. Laboratorio de Ciencias Químicas y Biológicas.
4. Laboratorio de Anatomía.
5. Laboratorio de Física.
6. Laboratorio de Kinesiología.
7. Laboratorio de Fisioterapia.
8. Laboratorio Investigación y Nutrición Aplicada (LINA).
9. Laboratorio de Biología Molecular y Celular.
10. Laboratorio de Enfermedades Metabólicas y Cáncer.
11. Lab. de Genética de la Reproducción y Ambiente (GENAR).
12. Laboratorio del Área Farmacéutica “Dra. Ana Paganoto”.
13. Laboratorio de Mantenimiento del Instrumental.
14. Laboratorio de Fisiología del Ejercicio.
15. Laboratorios de Informática.
16. Laboratorio de Fotografía.
17. Laboratorio de Agrimensura.
18. Centro de Investigaciones de Parasitosis (CIPAR).
19. Jardín Botánico y expositor de plantas medicinales.
20. Consultorio médico.
21. Estudio de Cine.
22. Estudio Radio y TV.
23. Unidad de Prácticas Enológicas.
24. Laboratorio de Análisis sensorial.
25. Laboratorio de Musicoterapia.
26. Unidad de Prácticas Vet. de pequeños animales (UPV):
  - Laboratorio de Análisis Clínicos y Parasitarios.
  - Laboratorio de Microbiología.
  - Laboratorio de Micología.
  - Consultorios Externos.
  - Lab. de Histología y Anatomía Patológica.
  - Sección de Diagnóstico por Imágenes.
  - Sala de Cirugías Menores.
  - Sala de Necropsias.
  - Caniles.
  - Hospital Universitario Vet. de Grandes Animales:
  - Sala de Cirugías Mayores.
  - Sección de Diagnóstico por Imágenes.
  - Consultorios Externos.
  - Laboratorio de Análisis Clínicos.
  - Caballeriza.

## Deportes y Recreación
El Programa de Actividad Física (PAFU) es único entre las universidades privadas de Mendoza, ya que tiene carácter obligatorio para los estudiantes de primer año, siendo optativo durante los años posteriores. Es una cátedra más dentro del plan de estudios de cada carrera. Este programa cuenta con una gran variedad de comisiones que practican distintas disciplinas deportivas y recreativas en una amplia disponibilidad horaria. Así, los estudiantes pueden elegir en cuál de ellas participar. 
El área participa activamente de las Competencias Interuniversitarias organizadas por la Provincia de Mendoza desde 2003. Los Juegos Interuniversitarios otorgan como máximo galardón la Copa Challenger con la que se premia a la Universidad. La Universidad Maza es la institución que más veces ha conquistado este premio.
La obligatoriedad del PAFU responde a fomentar y estimular en los jóvenes las actividades deportivas y lúdico-recreativas, propiciando que los estudiantes incorporen hábitos y valores saludables, fundamentales en tiempos marcados por el aumento del sedentarismo juvenil. Además, se favorece la inserción en equipos deportivos, desarrollando la comunicación e interacción con el entorno, estableciendo vínculos y relaciones con otros jóvenes. De esta manera, se contribuye a la disminución del riesgo de enfermedades y se colabora con el estado saludable de toda la comunidad universitaria.

## Becas
- Becas a la Excelencia:

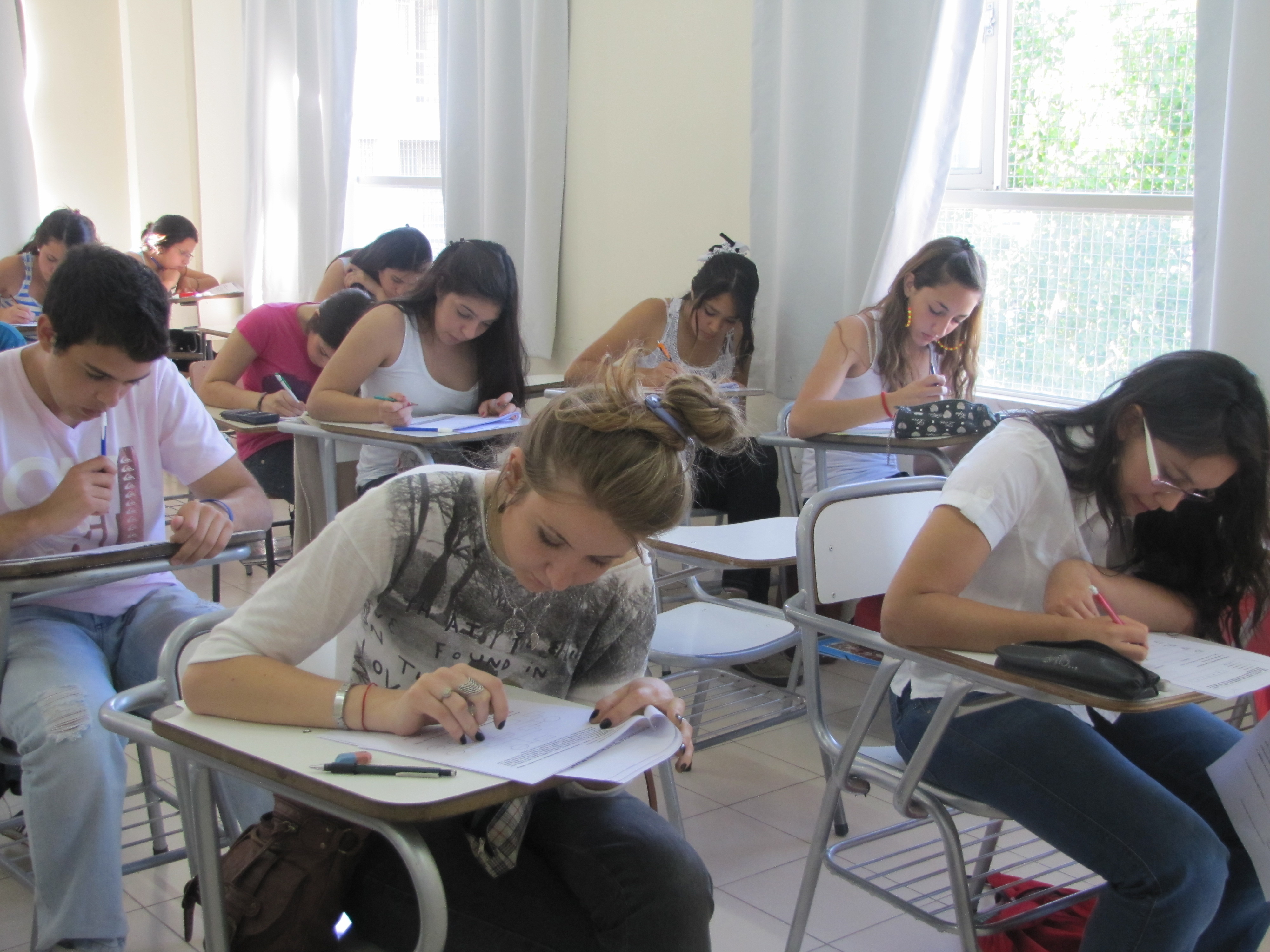

- Becas Universidad Juan Agustín Maza: para estudiantes destacados, por su buen rendimiento académico en el último año del Secundario, de la provincia de Mendoza.
- Beca Elvira Calle: beca completa otorgada por Diario Los Andes para un estudiante que ingrese a la Tecnicatura Universitaria en Periodismo.

- Becas de ayuda económica. El porcentaje varía de acuerdo a la condición del alumno y al tiempo que él pueda destinar para realizar una contraprestación en algún área de la Universidad.
- Becas al personal de la UMaza. Beneficios que la Universidad otorga a hijos de docentes, personal de apoyo y administrativos.
- Becas para deportistas destacados de la universidad. Beca completa para la carrera de la Licenciatura en Educación Física y medias becas para otras carreras.
- Becas institucionales. Son becas que la Universidad otorga en virtud de convenios preexistentes con diversas instituciones del medio acerca de cooperación e intercambio.
- Becas Secano de Lavalle. La Universidad Maza posee un amplio sistema de becas que buscan estimular el estudio universitario. La Beca Secano de Lavalle está destinada a miembros de comunidades de pueblos originarios. Los interesados pueden solicitarla a través de una nota cuando están finalizando el colegio secundario. Se busca que los jóvenes puedan acceder a una carrera universitaria para, luego, poder volcar sus conocimientos en su comunidad, devolviendo en ellas todo lo aprendido.

## Colegio de la Universidad Juan Agustín Maza
Ubicado en el segundo edificio del campus universitario, el colegio aspira a la excelencia, dentro de su marco definido a partir de sus modalidades en Ciencias Naturales y en Educación Física.Es considerado un Colegio preuniversitario autónomo, dependiente de la Universidad. Ubicado
Brinda estrategias de aprendizaje universitarias, propiciando una educación centrada en el desarrollo de competencias, con procedimientos pedagógicos y evaluativos propios de una institución de educación superior.
Su objetivo principal es la formación integral del joven tanto en su forma de pensar, sentir y actuar, afianzando valores, aprovechando al máximo sus potencialidades  y  desarrollando un conocimiento general  integral.

### Acciones de Responsabilidad Social (RSU)
Desde el comienzo de la primera gestión del Rector en el año 2010 se ha puesto énfasis en la Responsabilidad Social, desde el Vicerrectorado de Investigación, Extensión y Vinculación  se lleva adelante el desarrollo y coordinación de estas acciones de las que participan todas las áreas y unidades académicas de la universidad.
El Rector, Prof. Med. Daniel Miranda expresa claramente en unos de sus discursos, el espíritu y la visión que propone esta gestión: “Actualmente la Universidad se posiciona ante el desafío de cambiar la realidad enfrentando la injusticia, para lo cual debe unir: teoría, práctica y ética. Debemos generar en nuestros claustros una conciencia crítica, solidaria y superadora para afrontar con responsabilidad social universitaria la promoción de un cambio de paradigma educativo, inmerso también en un cambio de modelo de organización social, productiva y ambiental. Nuestro plan de gestión va más allá de lo académico, tratando de lograr un sistema social más equitativo, regionalmente equilibrado y ambientalmente sustentable.”
El Vicerrectorado de Investigación, Extensión y Vinculación de la Universidad Juan Agustín Maza, cumple una función sustantiva en la Universidad, en la que se integran programas de educación permanente; actividades de servicios hacia el interior de la Universidad y a la comunidad, tendientes a procurar el bienestar general y la satisfacción de las necesidades en el campo social, político y productivo de la sociedad en la estamos insertos.
Entre estas acciones se encuentran cursos, talleres, foros, seminarios de variada temática. Además se realizan desde programas de capacitación hasta programas de responsabilidad social, culturales y deportivos.

## Voluntariado
La Universidad Juan Agustín Maza tiene como misión formar profesionales éticos comprometidos con el bien común, capaces de mejorar la calidad de vida y de favorecer el desarrollo social. 

El programa del Voluntariado realiza distintas actividades que abarcan un amplio espectro en lo que respecta a la realidad actual. 